# Melolobium aethiopicum
Melolobium aethiopicum är en ärtväxtart som först beskrevs av Carl von Linné, och fick sitt nu gällande namn av George Claridge Druce. Melolobium aethiopicum ingår i släktet Melolobium och familjen ärtväxter. Inga underarter finns listade i Catalogue of Life.